# Idioma harapano

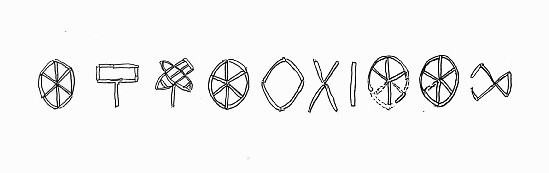
Diez caracteres jarapanos (del 2900 a. C. aprox.), descubiertos cerca de la entrada norte de la ciudad de Dholavira

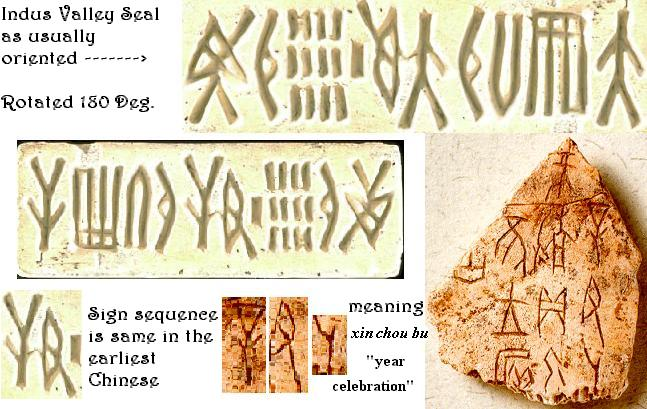
Comparación entre las letras indas y los caracteres chinos antiguos.

El idioma harapano (también conocido como idioma protoíndico o idioma de Mohenjo-Daro) es un idioma desconocido de la cultura del valle del Indo (cuyas ciudades más conocidas son Harapa y Mohenjo-Daro (civilización del valle del Indo), de la Edad del Bronce (en el II milenio a. C.).
El idioma no se encuentra atestiguado en ninguna fuente contemporánea legible. Las hipótesis en cuanto a su naturaleza se reducen a supuestos préstamos y la influencia del sustrato, sobre todo el sustrato en el sánscrito védico y unos pocos términos registrados en cuneiforme sumerio (como la región que los sumerios llamaban Meluja, que podría tratarse de la cultura del Indo), junto con el análisis de los signos indos, aún sin descifrar.
Hay una serie de hipótesis sobre la naturaleza de este idioma desconocido:
- Podría tratarse de un idioma indoeuropeo, cercano o idéntico a los idiomas protoindoiraníes; sugerido por Shikaripura Ranganatha Rao.[1]

- La hipótesis elamo-drávida lo coloca en la vecindad ya sea del elamita o del drávida, quizás idéntico al propio protodravídico. Esto es respaldado por Iravatam Majadevan, Asko Parpola y Kamil Zvelebil.[2][3]

- Michael Witzel (2001), como una alternativa a la hipótesis elamo-drávida sugiere un idioma subyacente, prefijado, que sería similar al austroasiático, en particular el khasi, al que él llama paramunda (es decir, un idioma relacionado con el subgrupo de los idiomas munda u otros idiomas austroasiáticos, pero no estrictamente descendientes del último antecesor común de la familia contemporánea munda).[4][5]

- Un "phylum perdido", es decir, un idioma sin continuantes vivos (o tal vez el último reflejo del moribundo idioma nijali). En este caso, el único rastro dejado por el lenguaje IVC sería la influencia en el sustrato histórico, en particular, el sustrato en el sánscrito védico (mediados del II milenio a. C.).

- Un idioma semítico: Malati Shendge (1997) identificó la cultura harappa con un imperio asura, y éste con los asirios.[6]

Hay un puñado de préstamos posibles que reflejan el lenguaje de IVC. El meluhha sumerio se pueden derivar de un término nativo para el IVC, también reflejado en el sánscrito mleccha, y Witzel (2000) sugiere que el árbol sumerio GIŠšimmar puede ser afín al simbalá (flor del árbol salmalí, nombrados en el Rig-veda).
La pregunta tiene significación política en el comunalismo indio: las hipótesis dravídicas e indoeuropeas han sido abrazadas por nacionalistas dravídicos e hindúes, respectivamente. (Para más detalles, ver el artículo arios indígenas).